# Mamina N'Diaye
 Mamina N'Diaye (± 1953)  is een Malinees Internationaal Grootmeester dammen. 
Hij speelde in de periode 1975-1980 regelmatig damtoernooien in Nederland, onder andere het Suikerdamtoernooi in 1975 (zijn beste toernooi met een 3e plaats), 1976 en 1977. 
Hij behaalde in de periode 1982-1990 in 5 deelnames aan het Afrikaanse kampioenschap 4 ereplaatsen met de 2e plaats in 1984 en 1988 en de 3e plaats in 1985 en 1990.
Hij nam in de periode 1978-1990 7x deel aan het  wereldkampioenschap waarin hij alleen de achtkamp in 1983 niet speelde. 
Hij behaalde daarin zijn beste resulaten in 1980 in Bamako en 1988 in Paramaribo met de gedeelde 6e plaats.

## Deelname aan  hetAfrikaans kampioenschap
| Jaar | Locatie | Klassering | Score | W-R-V |
| ---- | ------- | ---------- | ----- | ----- |
| 1982 | Abidjan | 4          | 11-14 | 4-6-1 |
| 1984 | Dakar   | Zilver     | 13-19 | 6-7-0 |
| 1985 | Conakry | Brons      | 13-17 | 4-9-0 |
| 1988 | Bamako  | Zilver     | 13-18 | 6-6-1 |
| 1990 | Bamako  | Brons      | 18-23 | 7-9-2 |

## Deelname aan hetwereldkampioenschap
| Jaar | Locatie    | Klassering | Score | W-R-V  |
| ---- | ---------- | ---------- | ----- | ------ |
| 1978 | Arco       | 8          | 11-9  | 1-7-3  |
| 1980 | Bamako     | ged. 6     | 21-27 | 7-13-1 |
| 1982 | São Paulo  | ged. 7     | 13-14 | 4-6-3  |
| 1984 | Dakar      | ged. 9     | 19-20 | 5-10-4 |
| 1986 | Groningen  | ged. 17    | 19-15 | 1-13-5 |
| 1988 | Paramaribo | ged. 6     | 19-24 | 5-14-0 |
| 1990 | Groningen  | 12         | 19-20 | 3-14-2 |